# 제1회 아카데미상

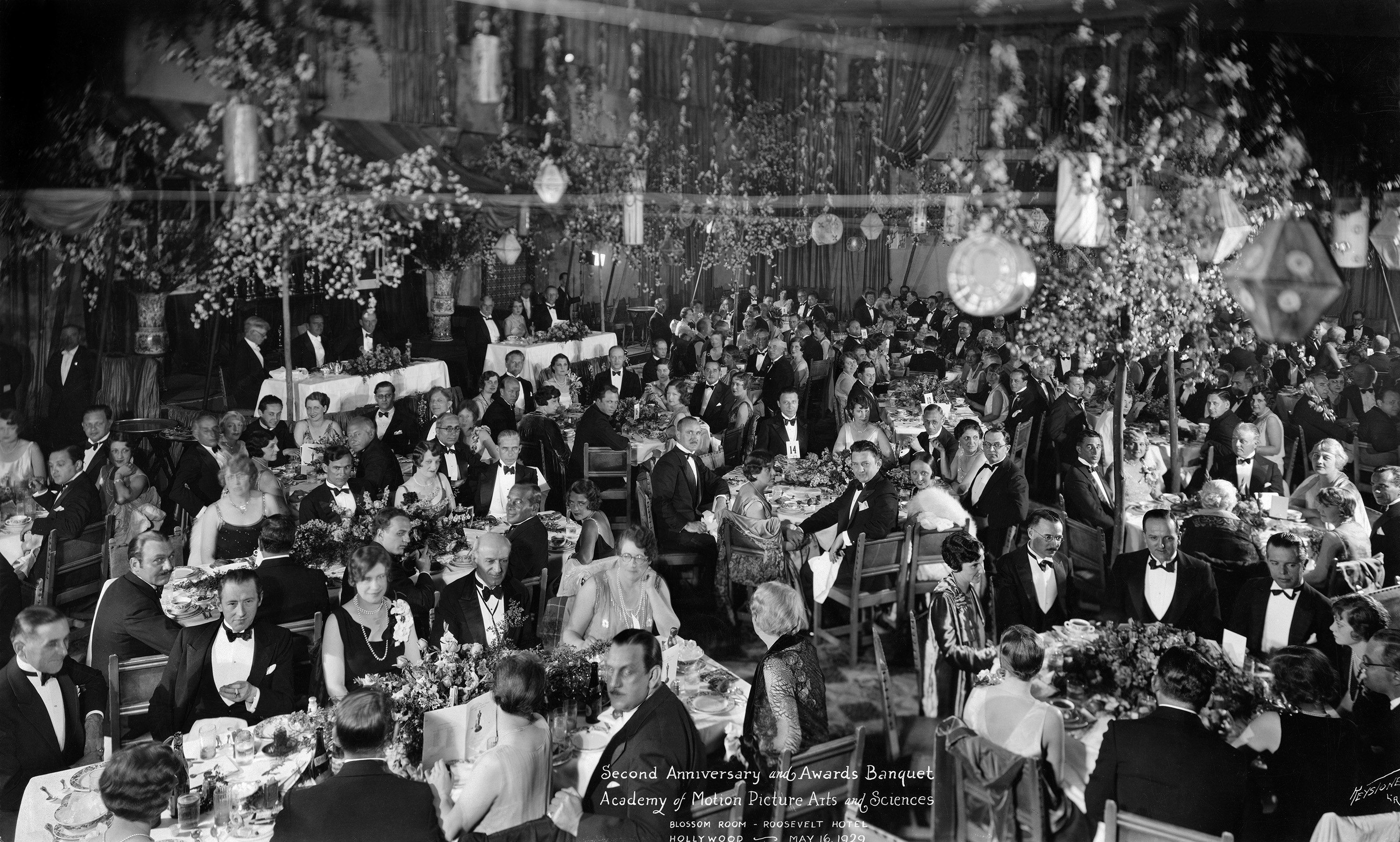
제1회 아카데미상

제1회 아카데미상은 1929년 5월 16일에 열린 아카데미상 첫 회이다. 1926년 산타모니카 비티에서 루이스 B. 메이어 MGM 사장,연출자 프레드 니블로, 중역 연기자 콘라드 니겔, 프레드 비트슨 등이 모여 영화 전반의 기술 향상을 돕는 등 영화 산업의 이미지 고양을 위해 협회를 창설해야 한다는데 의견을 모았다. 아울러 초대 회장으로 루이스 B. 메이어를 선출했다. 메이어는 이 협회를 '아카데미 협회'라 칭하고 영화제작에 예술적으로나 기술적으로 혁혁한 공을 세운 사람들 누구에게나 회원자격을 주는 등 문호를 개방하였다. 아카데미협회에서는 영화계에 공헌을 세운 이들을 격려하기 위한 포상제도를 마련하자는데 의견일치를 보고 영화제를 개최하게 되었으니 이것이 세계 최고 권위를 자랑하는 아카데미 영화제의 시발인 셈이다.
제1회 아카데미상 시상식과 그 다음해 시상식과는 많은 차이점이 있었다. 영화 전반에 걸쳐 가장 돋보이는 업적을 이룬 작품에 주는 최우수 작품상은 지금과 별 차이가 없지만 첫 해에는 예술작품상이라고 하여 제작비나 그 규모에 관계없이 가장 예술적이고 독특한 작품을 제작한 회사나 연출가에게 수여하는 상이 따로 있었다. 그리고 감독상에도 코미디 감독상과 일반 감독상으로 나누어 수상했다. 제1회 작품상에는 1차 세계대전을 무대로 한 무성영화 <날개>가 차지했으며, 예술작품상은 수상이 뒤바뀌는 우열곡절을 겪은 끝에 F.W. 무나우 감독의 <일출>이 차지했다. 찰리 채플린이 <서커스>로 남우주연상 후보에 올랐으며, 수상은 <육체의 길>, <최후의 명령>에서 열연한 독일배우 에밀 제닝스에게 낙찰됐지만 그는 영어보다 독일어를 마음껏 구사하며 고향에서 연기 생활을 하고 싶다며 독일로 돌아갔기 때문에 미리 트로피를 그에게 주어 찍은 사진만이 대신 관객들에게 비춰졌다. 무성영화 최고의 인기여배우 글로리아 스완슨(Gloria Swanson)도 Sadie Thompson이라는 유명한 작품으로 후보에 올랐다. 이 영화는 후에 리타 헤이워즈 주연으로 재영화화되어 그녀의 대표작이 되었다. 미술상의 멘지스는 그후 50년대 SF 영화의 명감독으로 성장하며, 저명한 각본가 벤 헥트도 수상자에 끼었다.
첫 해 영화제는 이미 3개월 전에 수상자들이 공표되었기 때문에 헐리우드 루즈벨트 호텔에서 열린 첫 해 시상식은 단 4분 22초만에 싱겁게 끝났다. 이런 제도는 다음번 영화제에서는 바뀌어 좀 더 관객들로 하여금 흥미를 끌게 했다. 원래 첫해 작품상은 최고제작상(Best Production)과 예술작품상(Artistic Quality of Prodution)으로 구분해서, 최고제작상은 <날개>와 <마지막 명령> 공동 수상과 예술작품상에는 <일출>이 주어졌다. 하지만 마지막 순간에 규칙이 변경되어 최초의 유성영화 <재즈 싱어>가 어울리지 않게 최고영화상(the Best Picture)을 수상했다. 이에 다시 정정을 해서 <재즈 싱어>와 제작사 워너 브러더스 사는 특별상 중 하나인 혁신적인 영화사에 주는 중 명예상으로 위로 받았다. 이해의 후보는 전부 무성 영화였다. 그러나 아카데미상은 바로 그 다음 해에 토키 시대로 접어들고, 무성영화는 단 1회로써 끝을 맺는다. 시상 부문도 지금과는 동떨어진 것들이 있었고, 자막(타이틀)상과 같이 단 1회로 끝나버린 부문도 있다. 그러나 세계 최고 권위의 영화상으로서의 출발에 어울리게 그 결과에는 아무런 의의도 없이 인정을 받음으로써, 그후의 역사를 위한 발판을 성공적으로 마련하였다 하겠다.

## 수상
굵은 색으로 된 작품은 당선된 작품을 의미한다.

### 작품상
- 날개 - 루시엔 허바드 수상
- 시련 - 하워드 휴스
- 제7의 천국 - 윌리엄 폭스
- 최후의 명령 - J.G.바크먼
- 육체의 길 - 아돌프 주커

### 예술작품상
- 선라이즈 - 윌리엄 폭스 수상
- 창 - 황무지의 드라마 - 메리언 C. 쿠퍼
- 군중 - 어빙 탈버그

### 남우주연상
- 최후의 명령 / 육체의 길 - 에밀 재닝스 수상
- 누스 / 패튼트 레더 키드 - 리처드 바델메스

### 여우주연상
<제7의 천국> 자넷 게이노

### 드라마 감독상
- 제7의 천국 - 프랭크 보제즈 수상
- 소렐과 아들 - 허버트 브레논
- 군중 - 킹 바더

### 각본상
- 암흑가 - 밴 헤트 수상

### 각색상
- 제7의 천국 - 밴자민 글레저 수상

### 자막상
- 조지 마리언 주니어 수상
- 조셉 판햄 수상

### 공로상
- 서커스 - 찰리 채플린 수상
- 재즈 싱어 - 워너 브라더스 수상

### 특수효과상
- 날개 - 로이 퍼모시 수상

### 미술상
- 붉은 비둘기 - 윌리엄 캐머런 맨지스 수상

### 촬영상
- 선라이즈 - 찰스 로셔 수상